# Горма (Максатихинский район)
Горма — деревня в Максатихинском районе Тверской области. Входит в состав Зареченского сельского поселения.

## География
Находится в северо-восточной части Тверской области на расстоянии приблизительно 13 км по прямой на запад-юго-запад от районного центра поселка Максатиха.

## История
Деревня была отмечена еще на карте 1825 года. В 1859 году здесь (тогда деревня Вышневолоцкого уезда Тверской губернии) было учтено 7 дворов, в 1940 — 16. До 2014 года входила в Кострецкое сельское поселение до его упразднения.

## Население
Численность населения: 52 человека (1859 год), 5 (русские 100 %) в 2002 году, 1 в 2010.